# Жариков, Вячеслав Никифорович
Вячеслав Никифорович Жариков (22 сентября 1937, Тула — 9 октября 2004, Москва) — актёр, режиссёр, сценарист.

## Биография
Вячеслав Жариков родился в г. Туле, в семье медиков: отец, Жариков Никифор Иванович, был военным врачом, мать, Тамара Вительевна, — медсестрой. В 1944 году Слава поступил в тульскую среднюю школу № 23, а период с мая 1946 по август 1948 провёл с отцом и матерью в Польше, Германии, Чехословакии, Австрии и Венгрии (по месту службы отца). Вернувшись в СССР, продолжил учёбу в родной школе, которую окончил в 1954 году. Сразу же поступил на актёрский факультет ВГИКа, в класс В. В. Белокурова.
В 1958 году вышел фильм Александра Роу «Новые похождения Кота в сапогах», где студент второго курса Жариков сыграл Маркиза Карабаса (главную роль). Параллельно он снимался в фильме Николая Лебедева «На переломе». Там ему досталась тоже главная роль детдомовца Цаплина. Поскольку «Новые похождения…» снимались в Москве и в Ялте, на киностудии им. Горького, а фильмом «На переломе» занимался Ленфильм, Жариков постоянно был в разъездах, много работал, уставал, и, как следствие, имел много пропусков занятий. Из-за этого и был отчислен. Однако, в 1959 году Вячеслав повторно поступил во ВГИК, в этот раз в мастерскую Михаила Ромма (окончил в 1964 году). В 1968 году окончил Высшие курсы творческих работников при Центральном телевидении. По окончании курсов на «Беларусьфильме» по собственному сценарию снял короткометражный фильм «Деревенские каникулы» (1969).
С 1986 года — актёр киностудии имени Горького.

## Фильмография
- 1998 «На ножах» — эпизод
- 1992 «Чёрный квадрат» — водопроводчик
- 1992 «Три дня вне закона» — эпизод (нет в титрах)
- 1992 «Прощение» — эпизод
- 1992 «Емеля-дурак» — второй чёрт
- 1992 «Воспитание жестокости у женщин и собак» — грузчик
- 1991 «Заряженные смертью» — рыбак (нет в титрах)
- 1990 «Овраги» — Ефим Пошехонов
- 1989 «Из жизни Фёдора Кузькина» — эпизод
- 1989 «Женщины, которым повезло» — торгаш на базаре (нет в титрах)
- 1989 «Вход в лабиринт» — Буфетов
- 1989 «В знак протеста» — сторож
- 1988 «Слуга»
- 1988 «За кем замужем певица?» — Петрович
- 1988 «Гулящие люди» — дворецкий Зюзина
- 1986 «Где ваш сын?» — папаша (нет в титрах)
- 1986 «Алый камень» — Григорий Капитонов, лесник
- 1985 «Говорит Москва» — Жмаков, снабженец
- 1985 «Внимание! Всем постам...» — карманник Панков (нет в титрах)
- 1984 «Сказки старого волшебника» — эпизод
- 1983 «Признать виновным» — Киреев, больной в палате Сайкина (нет в титрах)
- 1983 «Военно-полевой роман» — эпизод
- 1981 «Долгий путь в лабиринте» — Семён Глущак, атаман
- 1978 «По улицам комод водили», новелла «Грабёж среди бела дня» — свидетель (нет в титрах)
- 1976 «Ералаш» — выпуск № 8, сюжет «Футбольный мяч» — водитель (нет в титрах)
- 1976 «Тимур и его команда» — сосед-дачник
- 1976 «Огненное детство» — рабочий
- 1975 «Финист — Ясный сокол» — эпизод
- 1973 «Ринг» — Пухов
- 1973 «Мальчишку звали Капитаном» — радист
- 1973 «Каждый день жизни» — Шагин
- 1972 «За твою судьбу» — Володя
- 1970 «Чёртова дюжина» — Митяй
- 1968 «Шаги по земле» — Жариков, старший лейтенант, сапёр
- 1967—1970 «Штрихи к портрету В. И. Ленина» — эпизод (нет в титрах)
- 1966 «Сердце друга» — Матюхин, старшина I статьи
- 1966 «Прощай» — Максим Аврутин
- 1966 «Когда играет клавесин» (короткометражный) — продавец книг
- 1965 «Ваш сын и брат» — студент (нет в титрах)
- 1964 «Трудная переправа» — Митрий
- 1964 «Отец солдата» — старшина-танкист
- 1964 «Белые горы» — Митрий
- 1962 «Стальная колыбель» (короткометражный) — Лазутин
- 1958 «Новые похождения Кота в сапогах» — Ваня / Маркиз Карабас
- 1957 «На переломе» — Виктор Цаплин (главная роль)
- 1956 «Человек родился» — студент (нет в титрах)